# Heddert

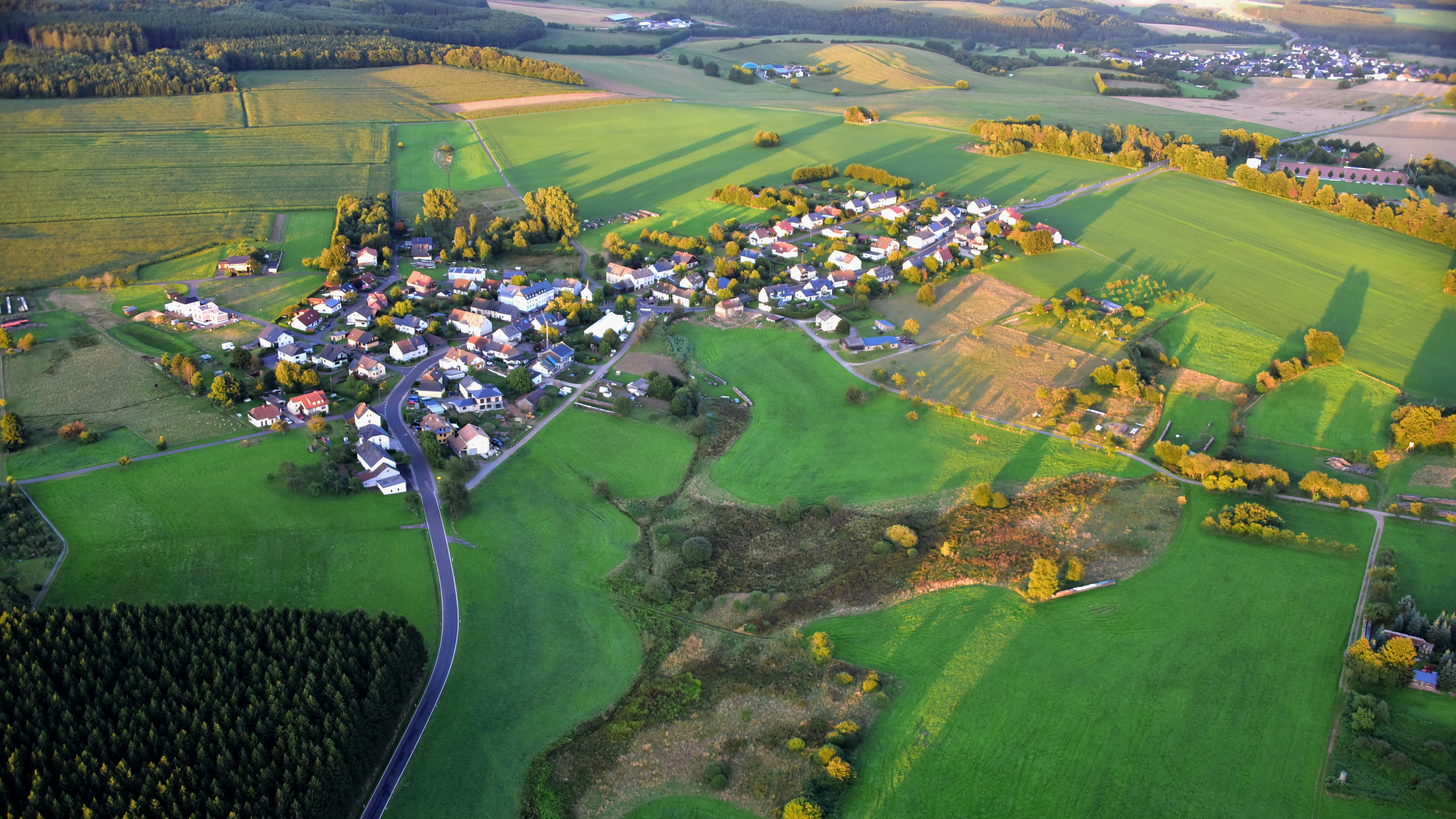
Heddert, Luftaufnahme (2016)

Heddert ist eine Ortsgemeinde im Landkreis Trier-Saarburg in Rheinland-Pfalz. Sie gehört der Verbandsgemeinde Saarburg-Kell an.

## Geographie
Heddert liegt im Naturpark Saar-Hunsrück. Der Ort liegt etwa fünf Kilometer nordwestlich von Kell am See und 13 Kilometer südöstlich von Trier an der Landesstraße 143.
Zu Heddert gehören auch die Wohnplätze Haus Jägen sowie die Heddertermühle am Zusammenfluss von Rauruwer und Neukreutzbach.
Angrenzende Nachbarorte von Heddert sind die Ortsgemeinden Schillingen im Südosten und Lampaden im Westen, sowie die bereits zur Verbandsgemeinde Ruwer gehörenden Ortsgemeinden Ollmuth, Hinzenburg und Schöndorf im Nordwesten.

## Geschichte
Heddert wurde urkundlich erstmals als Hederichsrode 1207 erwähnt. Weitere Erwähnung findet der Ort 1670 als Hedenroit, 1710 als Heydert und 1724 als Haydert. Bis zum Ende des 18. Jahrhunderts gehörte der Ort zum Teil dem Trierer Stift St. Paulin, zum anderen Teil zur reichsunmittelbaren Herrschaft Schillingen des Trierer Domkapitels. Im Jahr 1794 wurde das Linke Rheinufer von französischen Revolutionstruppen eingenommen. Von 1798 bis 1814 gehörte Heddert zum Kanton Hermeskeil im Saardepartement. Aufgrund der auf dem Wiener Kongress (1815) getroffenen Vereinbarungen kam die Region zum Königreich Preußen. Die Gemeinde war der Bürgermeisterei Kell im 1816 errichteten Landkreis Trier zugeordnet und gehörte von 1822 bis zum Ende des Zweiten Weltkriegs zur Rheinprovinz. Seit 1946 ist Heddert Teil des Landes Rheinland-Pfalz.
Bevölkerungsentwicklung
Die Entwicklung der Einwohnerzahl von Heddert, die Werte von 1871 bis 1987 beruhen auf Volkszählungen:
| Jahr | Einwohner |
| ---- | --------- |
| 1815 | 129       |
| 1835 | 185       |
| 1871 | 172       |
| 1905 | 178       |
| 1939 | 208       |
| 1950 | 204       |
| 1961 | 201       |

| Jahr | Einwohner |
| ---- | --------- |
| 1970 | 212       |
| 1987 | 226       |
| 2005 | 263       |
| 2011 | 263       |
| 2017 | 264       |
| 2023 | 273       |

## Politik

### Gemeinderat
Der Ortsgemeinderat in Heddert besteht aus sechs Ratsmitgliedern, die bei der Kommunalwahl am 9. Juni 2024 in einer Mehrheitswahl gewählt wurden, und dem ehrenamtlichen Ortsbürgermeister als Vorsitzendem.

### Bürgermeister
Matthias Scherf wurde am 25. September 2024 Ortsbürgermeister von Heddert. Da für die Direktwahl am 9. Juni 2024 kein Wahlvorschlag eingereicht wurde, oblag die Neuwahl des Bürgermeisters gemäß rheinland-pfälzischer Gemeindeordnung dem Rat, der sich auf seiner konstituierenden Sitzung für Matthias Scherf entschied.
Scherfs Vorgänger Josef Wagner hatte das Amt 2004 übernommen und kandidierte nach drei Wiederwahlen bei der Wahl 2024 nicht erneut als Ortsbürgermeister.

### Wappen
| Wappen von Heddert | Blasonierung: „In geteiltem Schild oben in Silber ein rotes Balkenkreuz, unten in Blau ein nach rechts zeigender silbernen Palmzweig, belegt mit einem goldenen Buch.“                                  |
| Wappen von Heddert | Wappenbegründung: Das Balkenkreuz verweist auf die ehemalige Zugehörigkeit zum Kurfürstentum Trier, der Palmzweig und das Buch auf den Trierer Stift St. Paulin, dem der Ort früher zur Hälfte gehörte. |

## Sehenswürdigkeiten

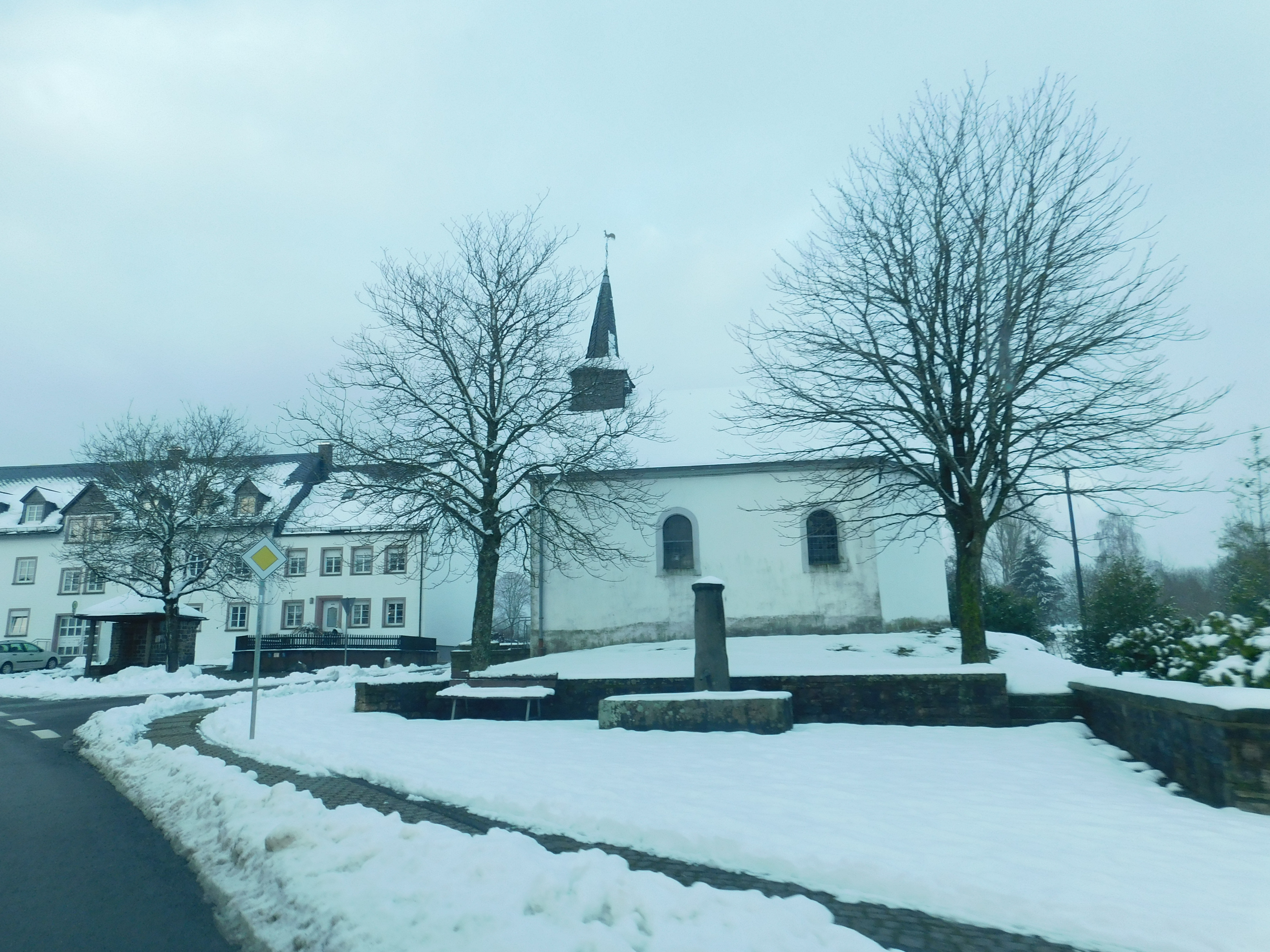
Heddert Katholische Filialkirche St. Laurentius

Ortsbildprägend ist die Katholische Kirche St. Laurentius von 1801, welche das einzige Kulturdenkmal der Gemeinde ist. Insbesondere das Ortszentrum ist durch typische Hunsrückhöfe geprägt.

## Wirtschaft und Infrastruktur
Der Ort ist vor allem land- und forstwirtschaftlich geprägt. Außerdem bietet er für die Freizeitgestaltung ausgebaute Wanderwege und eine Kirmes im August.